# Eutreta intermedia
Eutreta intermedia är en tvåvingeart som beskrevs av Stoltzfus 1977. Eutreta intermedia ingår i släktet Eutreta och familjen borrflugor. Inga underarter finns listade i Catalogue of Life.